# Schwörstadt (przystanek kolejowy)
Schwörstadt – przystanek kolejowy w Schwörstadt, w kraju związkowym Badenia-Wirtembergia, w Niemczech. Ma 2 perony.

## Połączenia
Na przystanku zatrzymują się pociągi Regionalbahn.
Połączenia (stacje końcowe):
- Bazylea
- Lauchringen
- Singen (Hohentwiel)
- Waldshut-Tiengen